# Vālā Rūd
Vālā Rūd (persiska: والا رود, بَرُ, بارُو) är en ort i Iran.   Den ligger i provinsen Zanjan, i den nordvästra delen av landet, 290 km väster om huvudstaden Teheran. Vālā Rūd ligger 1 550 meter över havet och antalet invånare är 482.
Terrängen runt Vālā Rūd är varierad. Vālā Rūd ligger nere i en dal. Runt Vālā Rūd är det ganska glesbefolkat, med 47 invånare per kvadratkilometer. Närmaste större samhälle är Zanjan, 10,7 km öster om Vālā Rūd. Trakten runt Vālā Rūd består i huvudsak av gräsmarker.